# Celeus (Gattung)
Celeus ist eine Gattung der Spechte (Picidae), die mit zwölf Arten in Mittel- und Südamerika vertreten ist.

## Beschreibung
Die Gattung umfasst kleine bis mittelgroße Spechte. Die kleinste Art ist der Rotkehlspecht mit einer Körperlänge von 19 bis 23 cm und einem Gewicht von 74 bis 83 g, die größte der Fahlkopfspecht mit einer Körperlänge von 26 bis 32 cm und einem Gewicht von 93 bis 172 g. Die Arten zeigen eine mehr oder weniger gut ausgeprägte Federhaube. Der Schnabel ist recht kurz, meist am First nach unten gebogen und die Nasenlöcher sind nicht mit Federn bedeckt. Die Arten haben vier Zehen, die vierte (äußere) Zehe ist etwa so lang wie die beiden Vorderzehen oder kürzer, die erste Zehe ist kurz. Alle Arten weisen eine sehr große Bürzeldrüse auf.
Diese Spechte sind überwiegend braun, cremefarben und schwarz gefärbt und weisen meist eine mehr oder weniger ausgeprägte Bänderung auf. Die Arten zeigen hinsichtlich der Färbung einen mehr oder weniger auffälligen Geschlechtsdimorphismus; bei allen Arten haben die Männchen im Kopfbereich rote Zeichnungen, die den Weibchen fehlen.

## Verbreitung und Lebensraum
Die Verbreitung der Gattung Celeus umfasst Mittel- und Südamerika. Alle Arten bewohnen Wälder oder baumreiche Landschaften mit großen Bäumen.

## Systematik
Die Gattung Celeus umfasst zwölf Arten:
- Kastanienspecht (Celeus castaneus)
- Fahlkopfspecht (Celeus elegans)
- Gelbschopfspecht (Celeus flavescens)
- Strohspecht (Celeus flavus)
- Wellenohrspecht (Celeus galeatus)
- Gelbflankenspecht (Celeus grammicus)
- Rotkehlspecht (Celeus loricatus)
- Blassschopfspecht (Celeus lugubris)
- Kaempferspecht (Celeus obrieni)
- Zimtkopfspecht (Celeus spectabilis)
- Schwarzbrustspecht (Celeus torquatus)
- Olivbürzelspecht (Celeus undatus)

Nach molekulargenetischen Untersuchungen gehört die Gattung Celeus zu einer Klade, die außerdem die Gattungen Colaptes, Piculus, Dryocopus und Mulleripicus umfasst. Die genaue verwandtschaftliche Position von Celeus innerhalb dieser Klade ist bisher nicht eindeutig geklärt.

## Lebensweise
Über die Lebensweise vieler Arten ist wenig bekannt. Die Celeus-Arten sind überwiegend baumbewohnend, die Nahrungssuche erfolgt durch Hacken, Sondieren und Ablesen. Neben holzbewohnenden Insekten wie Ameisen, Termiten und Käferlarven gehören häufig auch verschiedene Früchte und Samen zum Nahrungsspektrum. Die Arten äußern häufig laute Rufe, außerdem trommeln alle Arten, soweit bekannt.